# Джен Легейн
Джен Легейн (англ. Jan Lehane; нар. 9 липня 1941) — колишня австралійська тенісистка.
Найвищу одиночну позицію світового рейтингу — 7 місце досягла 1963 року.
Перемагала на турнірах Великого шолома в змішаному парному розряді.

## Фінали турнірів Великого шолома

### Одиночний розряд (4 поразки)
| Результат | Рік  | Турнір              | Покриття | Суперниця     | Рахунок  |
| --------- | ---- | ------------------- | -------- | ------------- | -------- |
| Поразка   | 1960 | Чемпіонат Австралії | Трава    | Маргарет Корт | 5–7, 2–6 |
| Поразка   | 1961 | Чемпіонат Австралії | Трава    | Маргарет Сміт | 1–6, 4–6 |
| Поразка   | 1962 | Чемпіонат Австралії | Трава    | Маргарет Сміт | 0–6, 2–6 |
| Поразка   | 1963 | Чемпіонат Австралії | Трава    | Маргарет Сміт | 2–6, 2–6 |

### Парний розряд: (3 поразки)
| Результат | Рік  | Турнір               | Покриття | Партнерка          | Суперниця                           | Рахунок       |
| --------- | ---- | -------------------- | -------- | ------------------ | ----------------------------------- | ------------- |
| Поразка   | 1961 | Чемпіонат Австралії  | Трава    | Мері Говтон        | Мері Картер-Рейтано Маргарет Корт   | 4–6, 6–3, 5–7 |
| Поразка   | 1961 | Вімблдонський турнір | Трава    | Маргарет Корт      | Карен Гантце Сусман Біллі Джин Кінг | 3–6, 4–6      |
| Поразка   | 1963 | Чемпіонат Австралії  | Трава    | Леслі Тернер Боурі | Робін Ебберн Маргарет Корт          | 1–6, 3–6      |

### Мікст (2–1)
| Результат | Рік  | Турнір              | Покриття | Партнерка      | Суперниця                      | Рахунок  |
| --------- | ---- | ------------------- | -------- | -------------- | ------------------------------ | -------- |
| Перемога  | 1960 | Чемпіонат Австралії | Трава    | Тревор Фенкатт | Крістін Труман Мартін Малліген | 6–2, 7–5 |
| Перемога  | 1961 | Чемпіонат Австралії | Трава    | Боб Г'юїтт     | Мері Картер-Рейтано Джон Пірс  | 9–7, 6–2 |
| Поразка   | 1964 | Чемпіонат Австралії | Трава    | Майк Сенгстер  | Маргарет Корт Кен Флетчер      | 2–6, 3–6 |

## Часова шкала турнірів Великого шлему в одиночному розряді
| W | Ф | ПФ | ЧФ | #Р | КТ | К# | DNQ | A | NH |

| Турнір               | 1958  | 1959  | 1960  | 1961  | 1962  | 1963  | 1964  | 1965  | 1966  | 1967  | 1968  | 1969  | 1970  | 1971  | 1972  | 1973  | 1974  | 1975  | 1976  | 1977   | Career SR |
| -------------------- | ----- | ----- | ----- | ----- | ----- | ----- | ----- | ----- | ----- | ----- | ----- | ----- | ----- | ----- | ----- | ----- | ----- | ----- | ----- | ------ | --------- |
| Чемпіонат Австралії  | 1р    | ПФ    | Ф     | Ф     | Ф     | Ф     | ПФ    |       | 2р    | 3р    |       |       | 3р    | ЧФ    |       |       | 2р    |       |       | 2р / A | 0 / 13    |
| Чемпіонат Франції    |       |       | ЧФ    | 2р    | ЧФ    | ЧФ    | ЧФ    |       |       | 3р    |       |       |       |       |       |       |       |       |       |        | 0 / 6     |
| Вімблдонський турнір |       |       | 1р    | 2р    | 3р    | ЧФ    | 3р    |       |       | 2р    |       |       |       |       |       |       |       |       |       |        | 0 / 5     |
| Чемпіонат США        |       |       | ЧФ    | ЧФ    | 3р    |       |       |       |       |       |       |       |       |       |       |       |       |       |       |        | 0 / 3     |
| SR                   | 0 / 1 | 0 / 1 | 0 / 4 | 0 / 4 | 0 / 4 | 0 / 3 | 0 / 2 | 0 / 0 | 0 / 1 | 0 / 3 | 0 / 0 | 0 / 0 | 0 / 1 | 0 / 1 | 0 / 0 | 0 / 0 | 0 / 1 | 0 / 0 | 0 / 0 | 0 / 1  | 0 / 27    |

Нотатка: 1977 року Відкритий чемпіонат Австралії відбувся двічі: в січні та грудні. Легейн взяла участь лише в січневому турнірі.